# Grania carchinii
Grania carchinii är en ringmaskart som beskrevs av Rota och Erséus 1996. Grania carchinii ingår i släktet Grania och familjen småringmaskar. Inga underarter finns listade i Catalogue of Life.